# 植民地独立付与宣言
植民地独立付与宣言（しょくみんちどくりつふよせんげん、Declaration on the Granting of Independence to Colonial Countries and Peoples）は、1960年12月14日に国際連合総会において総会決議1514第15項として可決された宣言である。

## 宣言の経緯
1948年12月10日の国際連合総会において総会決議217第A (III)項として可決された「世界人権宣言」を踏まえて、自決を成し遂げたいという地域の人々の抱負と国際連合憲章の原則の適用が非常に遅滞しているとの国際社会の認識に立ち、国連総会での宣言がなされるに至った。
宣言の付帯条項では、「単独での主権国家樹立」（独立）、「独立国家との自由な連合の樹立」、または「独立国家への統合」の三種類をもって合法的な自治権の達成と定義した。
宣言の議決に対し、賛成89、反対0、棄権が9カ国(主要宗主国であるアメリカ合衆国、イギリス、フランス、ベルギー、ポルトガル、スペイン、南アフリカの7カ国と、オーストラリアにドミニカ共和国)であった。
1962年に、今日において「脱植民地化24カ国特別委員会」として知られる、宣言の実行状況を調査し、その実施に関して勧告を行う特別委員会を国連総会は設立した。
1966年に採択されたあらゆる形態の人種差別の撤廃に関する国際条約の前文にも引用されている。
2000年、植民地独立付与宣言可決40周年にあたり、国連総会は決議55/146を採択し、2001年〜2010年を第二次植民主義廃絶国際十年とした。

## 宣言の内容
前文と本文7項目で構成されている。
1. 外国による隷属・支配、基本的人権の否定を構成する搾取、これらへの人々の従属は国際連合憲章に反するもので、世界平和と協力の推進にとっての障害である。
2. 全ての人々には自決権があり、その権利によって、自由に自らの政治的な地位を決め、自由に自らの経済的・社会的・文化的な開発を遂行することを得る。
3. 政治、経済、社会、教育の準備の不十分が独立を遅延させるための口実とは決してはならない。
4. 従属する人々に向けられる全ての武力行使やすべての種類の抑圧手段は、人々が独立を完了する権利を平和かつ自由に行使することができるために停止されねばならない。人々の領土保全は尊重されねばならない。
5. 無条件あるいは留保無しで、自由に表現される意思と欲求に従い、人種、信条または肌の色の違いに関わらず、人々が独立と自由を達成するために、信託統治領、非自治統治領や独立を未達成の他の全ての領域の人々へ全ての力を譲渡するための即座の処置がとられねばならない。
6. 部分的であれ全面的であれ、国民的統合と領土保全の分裂を狙ったいかなる試みも、国連憲章の目的と原理と相容れない。
7. 全ての国家は、国連憲章の条項、世界人権宣言、今日ある平等を基礎とした宣言を忠実かつ厳密に遵守し、全ての人々の主権と領土保全を尊重せねばならない。